# Guy Dufaux
Guy Dufaux (* 18. Juli 1943 in Lille, Frankreich) ist ein kanadischer Kameramann.

## Leben
Guy Dufaux studierte an der École supérieure des beaux-arts de Marseille und wanderte anschließend 1965 nach Kanada aus, wo er seit 1971 kanadischer Staatsbürger ist. Er begann seine Filmkarriere bei dem kanadischen Kameramann und Filmregisseur Michel Brault. Später drehte und inszenierte er Spots für das Kanadische Fernsehen und schaffte den Sprung zum kanadischen Film. Mit Night Zoo – Kreaturen der Nacht und Jesus von Montreal gewann er zwei Auszeichnungen des kanadischen Filmpreises Genie Award, bei acht Nominierungen.

## Filmografie (Auswahl)
- 1986: Bach und Broccoli (Bach et bottine)
- 1986: Der Untergang des amerikanischen Imperiums (Le Déclin de l'empire américain)
- 1986: New York Police Plaza (One Police Plaza)
- 1987: Night Zoo – Kreaturen der Nacht (Un zoo la nuit)
- 1988: C.A.T. 2 – Die Elite schlägt zurück (C.A.T. Squad: Python Wolf)
- 1988: Pin (Pin…)
- 1989: Jesus von Montreal (Jésus de Montréal)
- 1992: Léolo
- 1998: Gestern war ich noch Jungfrau (Polish Wedding)
- 1999: Das Auge (Eye of the Beholder)
- 1999: Zauber einer Winternacht (One Special Night)
- 2000: It Was an Accident
- 2000: Der große Gatsby (The Great Gatsby, Fernsehfilm)
- 2001: Love the Hard Way
- 2002: Napoleon
- 2003: Die Invasion der Barbaren (Les invasions barbares)
- 2004: Der Schutzengel (The Wool Cap)
- 2004: Bad Apple
- 2006: Die Töchter des chinesischen Gärtners (Les Filles du botaniste)
- 2009: Assassin’s Creed: Lineage
- 2010: Good Neighbours
- 2010: Barney’s Version
- 2015: The Girl King
- 2019: The Last Note – Sinfonie des Lebens (Coda)